# Reginald Stephens
Sir Reginald Byng Stephens (10 ottobre 1869 – 6 aprile 1955) è stato un generale britannico.

## Biografia

### I primi anni
Figlio del capitano Frederick Stephens JP, poicomandante del 2nd Regiment of Life Guards, di Bentworth Lodge, Alton, Hampshire, e di sua moglie Cecilia Mary, figlia del capitano H. Byng RN, di Quendon Hall, Essex, Stephens venne educato al Winchester College. Sua sorella, Mabel, nacque e morì nel 1870, ed egli aveva anche cinque fratelli più giovani, Berkeley, Lionel, Gerald Edmund, Evelyn Edward, and Frederick Geoffrey, and a second sister, Cicely Mary.

### La carriera militare
Stephens entrò nel Royal Military College, Sandhurst, dal quale uscì ufficiale venendo assegnato alla Rifle Brigade come Sottotenente il 9 aprile 1890. Venne promosso Tenente nel 1892 e Capitano nel 1897. Prestò servizio nel Matabeleland durante la Seconda guerra di Matabele nel 1896-1897 e nella Spedizione del Nilo del 1898, e poi nella Seconda guerra boera dal 1899 al 1902, durante la quale venne gravemente ferito e venne menzionato per ben tre volte nei dispacci ufficiali, promosso Maggiore e ricevette la Queen's South Africa Medal con tre barrette e la King's Medal con due barrette.
Egli prestò servizio nella Grande Guerra dal 1914 al 1918, venendo menzionato altre tre volte nei dispacci. Egli iniziò la guerra come ufficiale comandante del 2º battaglione della Rifle Brigade (1914–15), venne promosso Colonnello e nominato Compagno dell'Ordine di San Michele e San Giorgio e dell'Ordine del Bagno e poi promosso temporaneamente Brigadiere e Maggiore Generale. Il 1º aprile 1916ottenne il comando della 5th Division. Nel dicembre del 1917 guidò la 5th Division in Italia come parte della partecipazione britannica nella campagna italiana della Prima guerra mondiale.
Egli fu comandante del X Corps dal 1918 al 1919, quando venne nominato Comandante del Royal Military College, Sandhurst rimanendo in carica sino al 1923; Maggiore Generale comandante della 4th Division dal 1923 al 1926, fu Direttore Generale della Territorial Army dal 1927 al 1931. Promosso Tenente Generale nel 1925 e poi Generale nel 1930, si ritirò dal servizio attivo nel 1931. Stabilitosi nel Gloucestershire, fu Justice of the Peace e Deputato Luogotenente per quella contea.

## Matrimonio e figli
Il 10 agosto 1905, Stephens sposò Eleanore Dorothea, figlia minore di Edmund William Cripps, di Ampney Park, Cirencester, e la coppia ebbe un figlio e due figlie.
Il loro figlio, Frederick Stephens, nacque il 19 giugno 1906 e seguì il padre nei Rifle Brigade, comandando la Campagna del deserto occidentale e quella di Tunisia durante la seconda guerra mondiale, ritirandosi nel 1959 col grado di Brigadiere Generale e col titolo di Compagno dell'Ordine del Bagno.